# Anthaxia lecerfi
Anthaxia lecerfi es una especie de escarabajo del género Anthaxia, familia Buprestidae. Fue descrita científicamente por Théry en 1930.